# Kaiserbrücke (Hannover)

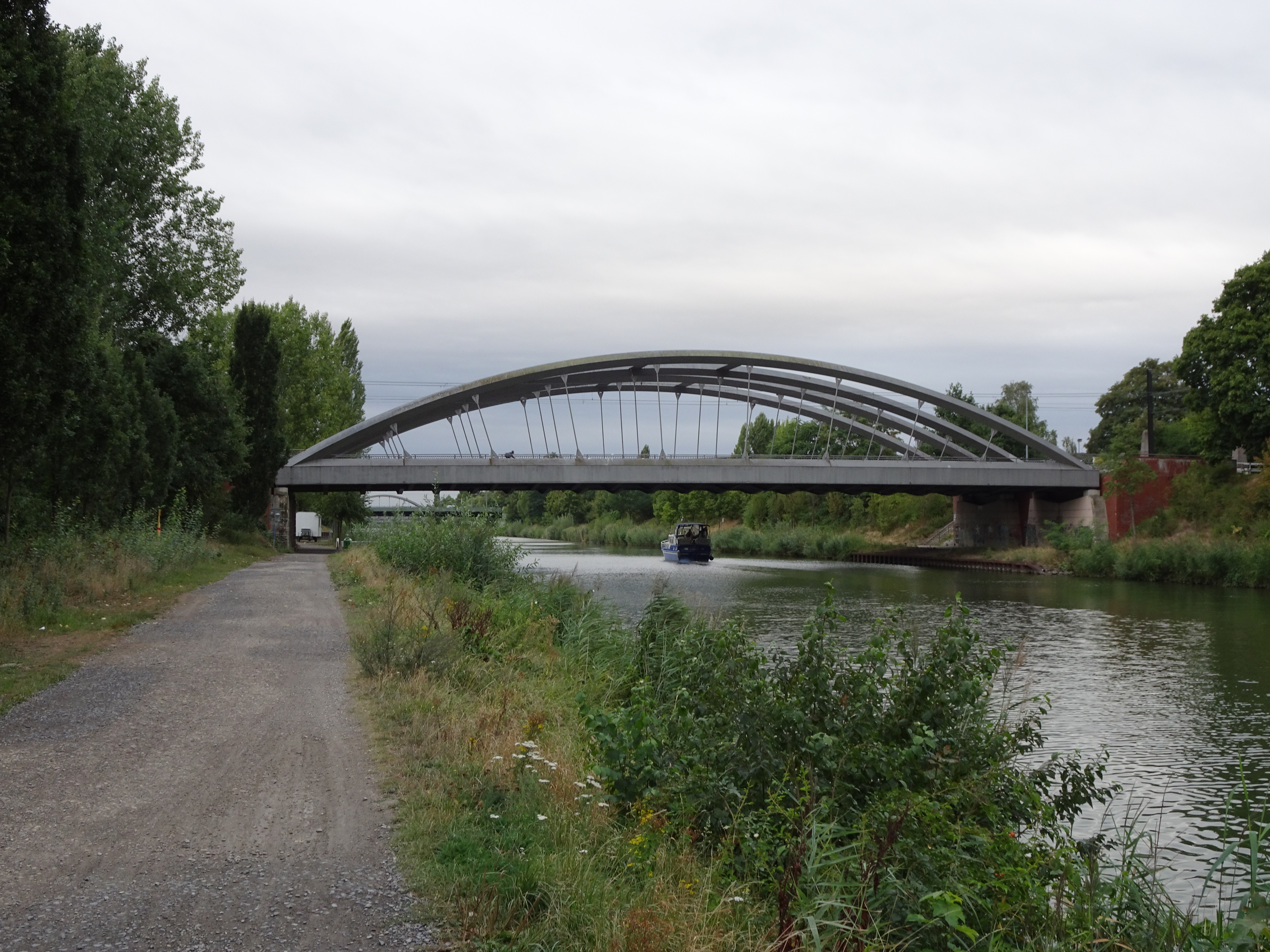
Die heutige Brücke von Osten gesehen

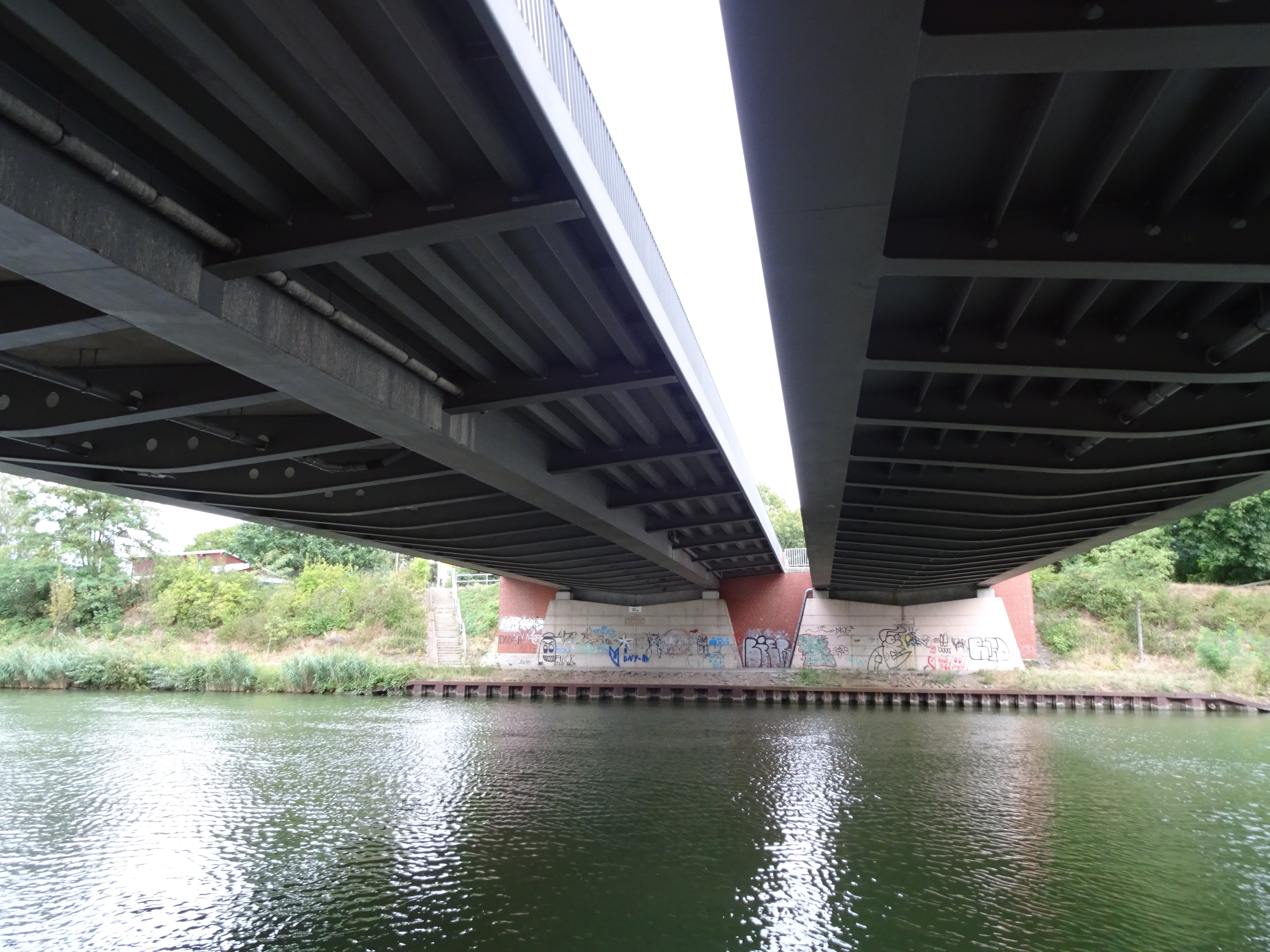
Von unten, links die Straßenbrücke 230, rechts die Stadtbahnbrücke 230A

Die Kaiserbrücke in Hannover, auch als Brücke 230 bezeichnet, ist eine Straßenbrücke im Zuge der Straße Großer Kolonnenweg im heutigen Stadtteil Vahrenwald, die über den Mittellandkanal in den Stadtteil Vahrenheide führt.

## Erster Bau
Die Kaiserbrücke wurde 1913 im Gebiet der früheren List zur Überbrückung des damals erst im Bau befindlichen Mittellandkanals errichtet. Die 47,5 m lange Eisenbeton-Bogenbrücke mit drei Gelenken wurde von der Bremer Niederlassung der Dresdner Bauunternehmung Windschild & Langelott geplant und ausgeführt. Nach Fertigstellung ließ das Bauunternehmen die Brücke mit einem Menschen zum Größenvergleich fotografieren und diese Aufnahme als Ansichtskarte zu Werbezwecken drucken.
Das Brückenbauwerk mit seinen Zierobelisken erhielt seinen Namen zu Ehren von Kaiser Wilhelm II.
1961 wurde östlich neben der Kaiserbrücke eine separate Brücke für die Stadtbahn Hannover errichtet, die die Brückennummer 230 A erhielt.
Nach der Entscheidung zur Verbreiterung des Mittellandkanals wurde die unter Denkmalschutz stehende Kaiserbrücke – wie sämtliche historischen Kanalbrücken im Gebiet der Landeshauptstadt Hannover – um die Jahrtausendwende abgebrochen und durch einen Neubau „mit größerer Spannweite und Durchfahrtshöhe“ ersetzt.

## Zweiter Bau
Von Juni 1997 bis August 1998 wurden die Brücken durch zwei Stabbogenbrücken ersetzt. Beide haben eine Stützweite von jeweils 58,40 m; die Gesamtbreite beträgt 17,80 m für die Straßenbrücke und 10 m für die Stadtbahnbrücke.
Während die Wisserodt Ingenieurgesellschaft aus Hannover den Entwurf lieferte, übernahm das hannoversche Architekturbüro Desczyk und Partner die architektonische Gestaltung. Die Bauausführung unterlag der Arge Stahlbau Engineering / Gebr. Echterhoff. Die Baukosten betrugen 9,7 Mio. D-Mark.
Während des Brückenbaus wurden verschiedene Dokumentarfotografien gefertigt; die Aufnahmen zeigen beispielsweise das Aufsetzen eines der beiden jeweils 390 t schweren Überbaus aus Stahl durch einen Schwimmkran.

## Unmittelbares Umfeld
Südlich des Kanalbettes, „im Schatten der späteren Kaiserbrücke“, lag zuvor die als „Hochgericht“ bezeichnete ehemalige Richtstätte des Amtes Langenhagen, auf der 1857 letztmalig eine Person hingerichtet wurde.
Ebenfalls am Mittellandkanal am Großen Kolonnenweg liegt das Spielfeld des Sportvereins Borussia Hannover von 1895.